# Guam en los Juegos Olímpicos de Atenas 2004
Guam estuvo representado en los Juegos Olímpicos de Atenas 2004 por cuatro deportistas, tres hombres y una mujer, que compitieron en tres deportes.
El portador de la bandera en la ceremonia de apertura fue el luchador Jeffrey Cobb. El equipo olímpico guameño no obtuvo ninguna medalla en estos Juegos.